# Театр юного глядача
В Україні дитячий театр зародився наприкінці 19-го — на початку 20-го століть завдяки виставам М. Старицького, М. Лисенка та М. Кропивницького. Перший професійний театр для дітей відкрився в Києві у 1918-19 роках, але був закритий через війну. З 1920-х років з'являються дитячі театри, зокрема Перший державний театр для дітей у Харкові, Київський театр для дітей та інші. Початкові програми включали казки та оповідання з дитячої літератури, пізніше до них додалися радянські теми та п'єси.

## Історія
Перші аматорські і напівпрофесійні вистави для дітей в Україні ставили з кінця 19 — початку 20 століття. М. Старицький — М. Лисенко в Києві і М. Кропивницький на хуторі «Затишок» (Харківщина). Це були дитячі опери М. Лисенка: «Коза Дереза» (1888), «Пан Коцький» (1891), «Зима і Весна» (1892) та віршовані п'єси-казки на основі фольклорних мотивів М. Кропивницького — К. Стеценка: «Івасик Телесик», «Лисичка, Котик і Півник», «По щучому велінню» (1906 — 1907).
Перший професійний театр для дітей постав у Києві в 1918—19 роках, але через воєнні дії довго не втримався. З 1920-их років постають театри для дітей:

1920 — у Харкові «Театр Казки» (російський), у 1921 році перейменований на Перший Державний Театр для Дітей (з 1925 — двомовний), у 1933 — 1945 ТЮГ ім. М. Ґорького і, після перерви, з 1970 року —  Харківський ТЮГ;

1924 — Київський ТЮГ (з 1964 року — ім. Ленінського Комсомолу);

1927 — Дніпропетровський педагогічний театр для дітей (до 1939 року, як ТЮГ — з 1969—97 роки);

1927 — Миколаївський ТЮГ (з 1948 ім. 30-річчя ВЛКСМ, у 1959 році реорганізований на Український музично-драматичний театр);

1930 — Одеський театр для дітей (з 1937 — Одеський ТЮГ);

1931 — Донецький ТЮГ у Луганську, що після Другої світової війни перенесений і перетворений на Кіровоградський російський драматичний театр, з 1972 року — відновлений у Макіївці;

1944 — Український Львівський ТЮГ (на базі перенесеного з Харкова ТЮГ ім. М. Ґорького).
Початкові програми ТЮГ складалися переважно з інсценізацій казок і повістей дитячої літератури («Кіт у чоботях», «Червона Шапочка» Ш. Перро, «Соловейко», «Бум і Юла» Г. К. Андерсена, «Том Соєр» М. Твена та ін.). З середини 1920-их років появляються перші п'єси для дітей з радянською тематикою («По зорі» і «Вибух» В. Ґжицького, «Колька Ступін» С. Ауслендера, «Зрадник» Б. Житкова, «Хубеане», «Гра в Спартака» Р. Победимського, «Любов і дим» І. Дніпровського, «Хо» Я. Мамонтова та ін.).
З 1930-их років для школярів молодшого віку опрацьовується жанр театральної казки, в якій фантастика і фольклор поєднуються з елементами сучасної дійсности («Снігова Королева» X. Андерсена, «Червона Шапочка» Ш. Перро, «осучаснені» Є. Шварцем, та ін.). Основу репертуару для підлітків становлять пригодницькі історично-революційні п'єси, п'єси з життя школярів, піонерів, безпритульних, біографії великих людей тощо. Автори: К. Треньов («Гімназисти»), В. Любимова («Серьожа Стрельцов»), О. Бруштейн («Голубе і рожеве», «Так було»), А. Яковлев («Піонер Павлик Морозов»), В. Суходольський («Юність Тараса»), Ш. Дадіяні («З іскри») та інші. Для учнів старших клас, крім радянських, були передбачені п'єси українських класиків (І. Котляревського, Т. Шевченка, І. Карпенка-Карого, М. Кропивницького), західно-європейських (Ж.-Б. Мольєра, М. Сервантеса, Е. Ростана, Ф. Шіллера) і російських (О. Пушкіна, М. Ґорького, Д. Фонвізіна, О. Островського, М. Гоголя й ін.); з сучасних листів.: О. Корнійчука, І. Микитенка, О. Копиленка, Ю. Мокрієва, А. Шияна та інші.
За Другої світової війни і після її закінчення ТЮГ мали ставити «яскраво-ідейні» п'єси про героїчну боротьбу, дружбу народів, про працю молоді на виробництві і в школі. Попри обов'язковий репертуар, окремі театри ставлять п'єси чи інсценізації творів української й світової класики: О. Кобилянської (інсценізація «Землі» В. Васильком у Миколаївському ТЮГ), І. Франка («Борислав сміється» в Одеському, «Коваль Басім» і «Абукасимові капці» у Київському, «Учитель» у Львівському і «Сон князя Святослава» у Миколаївському ТЮГ), Київському ТЮГ показав «Лісову пісню» Лесі Українки, кілька п'єс М. Кропивницького, «Чорний вальс» І. Кочерги, «Ромео і Джульєтта» В. Шекспіра, «Підступність і любов» Ф. Шіллера, «Хатина дядька Тома» (за Г. Бічер Стов).
У 1970-их роках у СРСР було 46 драматичних і 1 музичний ТЮГ, у тому числі в Україні — 7. Більшою популярністю користуються Лялькові театри (в СРСР понад 100, в Україні — 22).